# Toyoura
Toyoura (豊浦町, Toyoura-chō) est un bourg du district d'Abuta, situé dans la sous-préfecture d'Iburi, sur l'île de Hokkaidō, au Japon.

## Géographie

### Démographie
Au 31 mars 2015, la population de Toyoura s'élevait à 4 305 habitants répartis sur une superficie de 233,57 km2.